# Берёзовка (Березинский сельсовет)
Берёзовка (бел. Бярозаўка) — деревня в Березинском районе Минской области Беларуси. Входит в состав Березинского сельсовета.

## География
Деревня находится в восточной части Минской области, на левом берегу реки Клёновки, на расстоянии приблизительно 20 километров (по прямой) к северо-западу от города Березино, административного центра района. Абсолютная высота — 167 метров над уровнем моря. Площадь населённого пункта — 0,0382 км².

## История
В 1897 году входила в состав Игуменского уезда Минской губернии, насчитывалось 8 дворов и 78 жителей.
По состоянию на 1909 год, в Берёзовке имелось 6 дворов и проживало 52 человека. В административном отношении деревня входила в состав Беличанской волости.
В 1930 году, в ходе проведения коллективизации, был образован колхоз имени Ворошилова.
До 11 марта 1971 года входила в состав Ляжинского сельсовета. До 28 мая 2013 года в составе Ушанского сельсовета.

## Население
По данным переписи 2019 года, в деревне проживало 2 человека.
| Год  | Население, человек |
| ---- | ------------------ |
| 1897 | 78                 |
| 1909 | ↘ 52               |
| 1917 | ↗ 101              |
| 1926 | ↘ 87               |
| 1960 | ↘ 58               |
| 2003 | ↘ 8                |
| 2008 | ↘ 3                |
| 2009 | ↘ 1                |
| 2019 | ↗ 2                |